# Étienne Lemoyne
Étienne Lemoyne (ou Estienne Le Moyne) est un compositeur et théorbiste baroque français qui fut théorbiste au sein de la Musique de la Chambre du Roi de 1680 à 1723, principalement sous le règne de Louis XIV.

## Carrière
En 1680, Charles Le Camus vend à Étienne Lemoyne la position que son père Sébastien Le Camus (v.1610 - 1677) occupait au sein de la Musique de la Chambre du Roi.
Bien que luthiste, Étienne Lemoyne obtient la charge de « dessus de viole de la Chambre » qui était celle de Sébastien Le Camus mais, à la Cour de France à cette époque, il n'est pas rare que la fonction remplie par le musicien ne corresponde pas à la charge dont il est titulaire, par exemple pour les charges de viole et de luth car les luthistes et les violistes étaient souvent capables de jouer l'un et l'autre instrument.
Mais, toujours en 1680, le roi accorde à son nouveau violiste les deux charges de violiste et de luthiste « pour les posséder conjointement sous le titre de joueur de tuorbe ».
Lemoyne occupe ainsi la fonction de théorbiste au sein de la Musique de la Chambre du Roi de 1680 à 1723,.
François Rebel lui succède en 1723,.